# Гэтисс, Марк
Марк Гэтисс (англ. Mark Gatiss (/ˈgeɪ.tɪs/); род. 17 октября 1966, Седжфилд, графство Дарем, Англия, Великобритания) — британский актёр, сценарист, продюсер, режиссёр и писатель, участник комик-квартета «Лига джентльменов». Двухкратный лауреат премии Лоуренса Оливье (2016, 2024).

## Биография

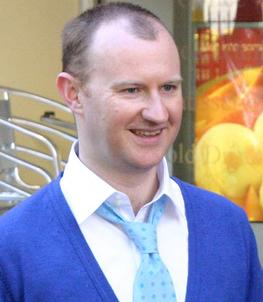
2006 год

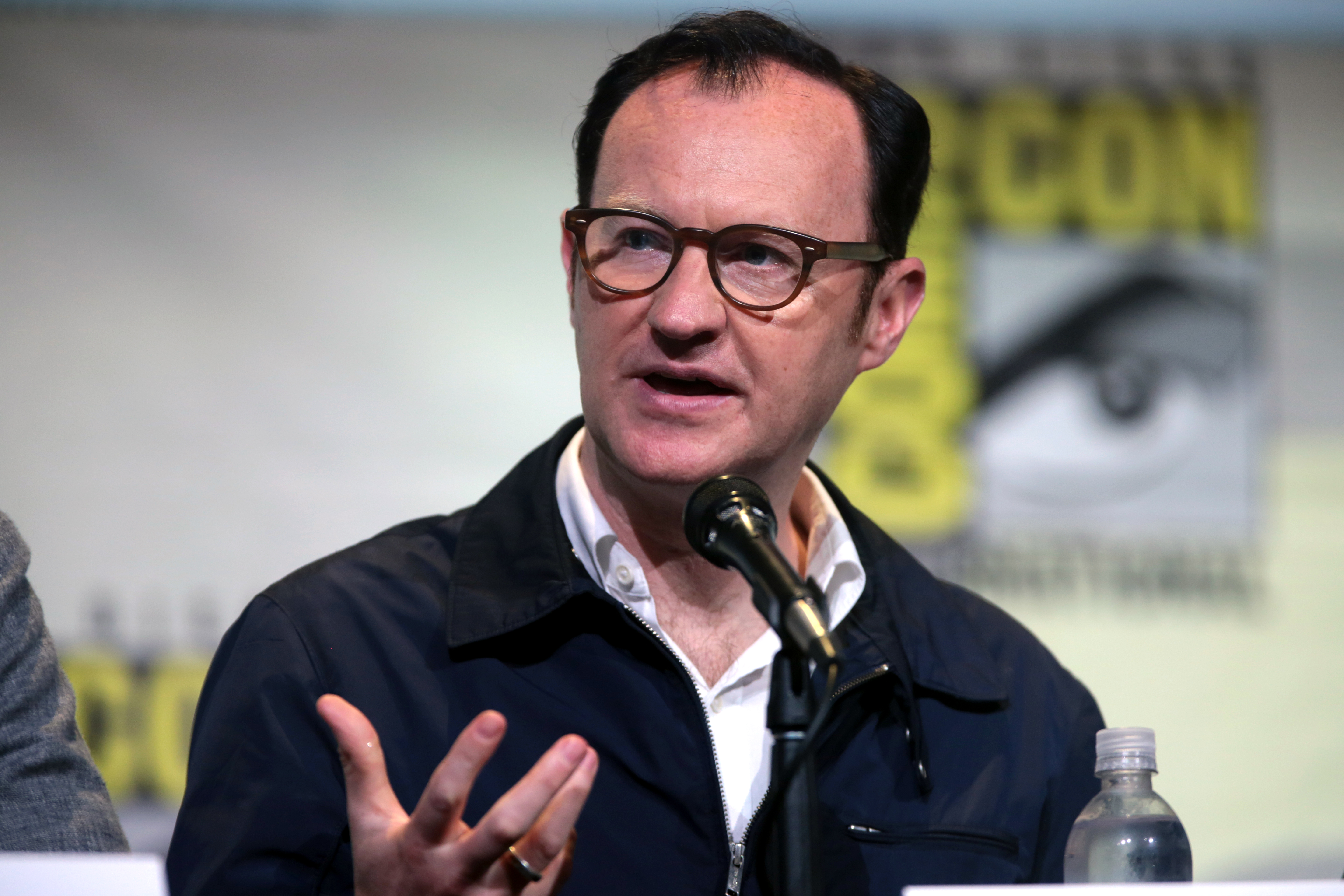
2016 год

Марк Гэтисс родился в Седжфилде, графство Дарем, Англия, и вырос напротив Эдвардианской психиатрической больницы, где работали его родители. В детстве увлекался просмотром фильмов ужасов студии Hammer и телефильмов серии «Доктор Кто», чтением книг Артура Конан Дойла и Герберта Уэлса, коллекционированием окаменелостей. Все увлечения детства нашли своё воплощение в работах Гэтисса в зрелом возрасте.
Марк учился в начальной школе Heighington CE Primary School, затем в Woodham Comprehensive School в городе Ньютон Айклиф, Дарем, после чего обучался театральному искусству в Bretton Hall College, который является филиалом Лидского университета.
Один из четырёх участников известной в Великобритании комедийной труппы «Лига джентльменов», ставшей лауреатом Телевизионной премии Британской академии и получившей престижную «Золотую розу Монтрё» (англ. Rose d’Or de Montreux). Известен как один из сценаристов и актёров сериала «Шерлок», а также как сценарист и актёр сериала «Доктор Кто».
Марк Гэтисс также принимал участие в съёмках многочисленных телесериалов и кинофильмов, работает на радио и озвучивает мультипликационных героев, известен телевизионными сценариями и работами для театра.
В России известен в первую очередь романом «Клуб „Везувий“» (мистический детектив с пародией на бондиану и НФ-приключения в духе Жюля Верна). В 2006 году роман был номинирован на Британскую книжную премию.

## Личная жизнь
Со стороны матери, Уинифред Роуз Гэтисс (в девичестве — О'Кейн), имеет ирландские корни.
Марк Гэтисс — открытый гей, в 2008 году он заключил гражданское партнёрство с артистом Йеном Халлардом (англ. Ian Hallard). Пара держит собаку породы лабрадор-ретривер по кличке Бансен (англ. Bunsen). Гэтисс был включён в список наиболее влиятельных представителей гей-сообщества Великобритании за 2010 и 2011 годы по версии The Independent.
Марк построил викторианскую лабораторию в своём доме на севере Лондона в качестве реализации своей детской мечты. Позже, по словам актёра, он её разобрал, так как счёл её содержание глупостью.

## Фильмография
| Год       |     | Русское название                      | Оригинальное название                | Роль                                                                                        |
| --------- | --- | ------------------------------------- | ------------------------------------ | ------------------------------------------------------------------------------------------- |
| 1999—2002 | с   | Лига джентльменов                     | The League of Gentlemen              | разные характерные роли, также сценарист и продюсер                                         |
| 2001      | с   | Долбанутые                            | Spaced                               | агент                                                                                       |
| 2001      | с   | Рэндалл и Хопкирк (покойник)          | Randall & Hopkirk (Deceased)         | инспектор Лардж                                                                             |
| 2001      | ф   | Именинница                            | Birthday Girl                        | Портер                                                                                      |
| 2003—2005 | с   | Доброй ночи                           | Nighty Night                         | Глен Балб                                                                                   |
| 2003      | ф   | Золотая молодёжь                      | Bright Young Things                  | агент по продаже недвижимости                                                               |
| 2004      | ф   | Сексуальная жизнь картофельных парней | Sex Lives of the Potato Men          | Джереми                                                                                     |
| 2004      | с   |                                       | Catterick                            | Питер                                                                                       |
| 2004      | с   | Мисс Марпл Агаты Кристи               | Agatha Christie's Marple             | Рональд Хейс                                                                                |
| 2005      | ф   | Матч-пойнт                            | Match Point                          | игрок в настольный теннис                                                                   |
| 2005      | ф   | Эксперимент Куотермасса               | The Quatermass Experiment            | Джош Паттерсон                                                                              |
| 2005      | с   | Веселяндия                            | Funland                              | Эмброуз Чапфел                                                                              |
| 2005      | ф   | Апокалипсис Лиги джентльменов         | The League of Gentlemen's Apocalypse | разные характерные роли/ в роли самого себя, также сценарист и продюсер                     |
| 2005—2017 | с   | Доктор Кто                            | Doctor Who                           | Ричард Лазарус, Дэнни Бой, Ганток, капитан Арчибальд Хэмиш Летбридж-Стюарт, также сценарист |
| 2006      | ф   | Страх Фэнни                           | Fear of Fanny                        | Джонни Крэдок                                                                               |
| 2006      | ф   | Попасть в десятку                     | Starter for 10                       | Бамбер Гаскойн                                                                              |
| 2007      | ф   | Ветер в ивах                          | The Wind in the Willows              | Рэтти                                                                                       |
| 2007      | ф   | Самое ужасное путешествие             | The Worst Journey in the World       | Эпсли Черри-Гаррард, также сценарист и продюсер                                             |
| 2007      | с   | Джекил                                | Jekyll                               | Роберт Льюис Стивенсон                                                                      |
| 2008      | с   | Клон                                  | Clone                                | Полковник Блэк                                                                              |
| 2008      | с   | Разум и чувства                       | Sense and Sensibility                | Джон Дэшвуд                                                                                 |
| 2008      | мф  | Освободите Джимми                     | Free Jimmy                           | Якки, член лапландской мафии                                                                |
| 2008      | с   | Психовилль                            | Psychoville                          | Джейсон Гриффин                                                                             |
| 2008—2010 | с   | Пуаро Агаты Кристи                    | Agatha Christie’s Poirot             | Леонард, также сценарист                                                                    |
| 2008      | ф   | Мрачный дом                           | Crooked House                        | Куратор, также сценарист и продюсер                                                         |
| 2010      | ф   | Переживая за Боя                      | Worried About the Boy                | Малкольм Макларен                                                                           |
| 2010      | с   | Убийства в Мидсомере                  | Midsomer Murders                     | Рив Джайлс Шоукросс                                                                         |
| 2010      | ф   | Первые люди на Луне                   | The First Men in the Moon            | Кавор, также сценарист и продюсер                                                           |
| 2010—2017 | с   | Шерлок                                | Sherlock                             | Майкрофт Холмс, также соавтор, сценарист и продюсер                                         |
| 2011      | с   | Багровый лепесток и белый             | The Crimson Petal and the White      | Генри Рэкхем                                                                                |
| 2012      | с   | Быть человеком                        | Being Human                          | мистер Сноу                                                                                 |
| 2012      | с   | Инспектор Джордж Джентли              | Inspector George Gently              | Стивен Гровс                                                                                |
| 2015      | тсп | Голосование                           | The Vote                             | Стивен Кросуэлл                                                                             |
| 2014—2018 | с   | Игра престолов                        | Game of Thrones                      | Тихо Несторис                                                                               |
| 2015      | с   | Волчий зал                            | Wolf Hall                            | Стефан Гардинер                                                                             |
| 2015      | с   | Лондонский шпион                      | London Spy                           | Рич                                                                                         |
| 2015      | ф   | Виктор Франкенштейн                   | Victor Frankenstein                  | Деттвейлер                                                                                  |
| 2016      | ф   | Отрицание                             | Denial                               | Роберт Ян ван Пелт                                                                          |
| 2017      | с   | Табу                                  | Taboo                                | принц-регент (позже Георг IV)                                                               |
| 2017      | с   | Порох                                 | Gunpowder                            | сэр Роберт Сесил                                                                            |
| 2018      | ф   | Гонка века                            | The Mercy                            | Рональд Холл                                                                                |
| 2018      | ф   | Кристофер Робин                       | Christopher Robin                    | Кит Уинслоу                                                                                 |
| 2018      | ф   | Фаворитка                             | The Favourite                        | Мальборо                                                                                    |
| 2019      | с   | Благие знамения                       | Good Omens                           | Глозье                                                                                      |
| 2020      | с   | Дракула                               | Dracula                              | Фрэнк                                                                                       |
| 2020      | ф   | Отец                                  | The Father                           | Билл                                                                                        |
| 2023      | мс  | Нолли                                 | Nolly                                | Ларри Грейсон                                                                               |